# Бархатница Мелисса
Бархатница Мелисса (лат. Oeneis melissa) — бабочка из рода Oeneis в семействе бархатницы.

## Этимология названия
Мелисса (греческая мифология) — дочь Эпидамна, иллирийская нимфа-прародительница пчёл (melissa — «пчела»).

## Описание
Длина переднего крыла 20—28 мм. Размах крыльев — 42—51 мм. Бабочка окрашена в коричневые, бурые, рыжие тона, с черным рисунком. На переднем крыле 1—3 жилки при основании утолщены и вздуты, 3—5-я радиальные жилки находятся на стебельке, 1-я срединная жилка всегда свободная.

## Ареал и места обитания
Тундровая зона Северной Америки, в Евразии — северная часть Урала, горы Северной и Восточной Сибири к югу до Забайкалья, Чукотка, Восточный Саян, хребет Сихотэ-Алинь.
Бабочки населяют каменистые мохово-лишайниковые горные тундры.

## Биология
Для вида характерна двухгодичная генерация. Время лёта — с конца июня по конец июля. Бабочки летают в горных тундрах, наиболее часто на платообразных вершинах. Часто сидят на открытых, покрытых лишайником возвышениях в каменистых тундрах, в горах летают преимущественно возле скалистых участков в каменисто-лишайниковой тундре. Здесь бабочки сидят на каменистых и щебенистых лишенных растительности участках. Часто бабочки могут летать даже при сильном ветре. Иногда бабочки питаются цветках на Ledum palustre, Astragalus, Polygonum. В случае опасности старается укрыться на щебне и камнях, где почти не видна из-за своей окраски. Активны в тёплую солнечную погоду.
Яйца откладываются самками беспорядочно на стебли кормовых и находящихся с ним рядом растений, лишайники, мох, камни и почву. Стадия яйца от 8 до 15 дней. Гусеница зимует дважды: первый раз — во 2—3 возрасте, второй раз — зрелой. Кормовые растения гусениц: осока, мятлик. Куколка находится между камнями, на почве в небольшом углублении. Бабочки появляются через 12—14 дней.